# Dirk Heyne
Dirk Heyne (ur. 10 października 1957 w Magdeburgu) – były niemiecki piłkarz występujący na pozycji bramkarza. Trener piłkarski.

## Kariera klubowa
Heyne treningi rozpoczął w 1967 roku jako junior w klubie 1. FC Magdeburg. W 1975 roku został włączony do jego pierwszej drużyny i wówczas zadebiutował w DDR-Oberlidze. W 1978 roku zdobył z klubem Puchar NRD, po pokonaniu w jego finale 1:0 Dynama Drezno. W 1979 roku ponownie zdobył z klubem Puchar NRD, tym razem po zwycięstwie w finale 1:0 z Dynamem Berlin. Po raz kolejny w rozgrywkach Pucharu NRD Heyne zwyciężył z zespołem w 1983 roku. W finale Magdeburg pokonał wówczas 4:0 FC Karl-Marx-Stadt. Przez 16 lat w pierwszej drużynie Magdeburga Heyne rozegrał 323 spotkania.
W 1991 roku, po zjednoczeniu Niemiec, podpisał kontrakt z Borussią Mönchengladbach z Bundesligi. W 1992 roku dotarł z klubem do finału Pucharu Niemiec, jednak Borussia przegrała tam po rzutach z Hannoverem 96. W Bundeslidze Heyne zadebiutował dopiero 3 października 1992 roku w zremisowanym 2:2 meczu z Bayernem Monachium. W 1994 roku zakończył karierę.

## Kariera reprezentacyjna
W reprezentacji NRD Heyne zadebiutował 11 lutego 1979 roku w przegranym 1:2 towarzyskim meczu z Irakiem. Po raz ostatni w kadrze zagrał 11 kwietnia 1990 roku w wygranym 2:0 towarzyskim spotkaniu z Egiptem. W latach 1979–1990 w drużynie narodowej rozegrał w sumie 9 spotkań.